# Castelo (Sesimbra)
Castelo is een plaats (freguesia) in de Portugese gemeente Sesimbra en telt 15.207 inwoners (2001).